# Шире подручје Ул. 12. фебруара (Ниш)
Шире подручје Ул. 12. фебруара (Ниш) представљају просторно културно-историјску целину, а налазе се у Нишу. 
Надлежни завод за ову заштићену целину је Завод за заштиту споменика културе Ниш.

## Опште информације
Шире подручје Ул. 12. фебруара обухвата Булевар 12. фебруара и шире подручје које обухватају зону 2 и зону 3 у ужем делу града. Те две зоне су смештене у градској општини Црвени крст.
На овом подручју налази се Логор Црвени крст у Нишу. У непосредној близини железничке станице Црвени Крст у Нишу, у зградама које су до окупације служиле као војни магацин, током II светског рата био је смештен концентрациони логор. Био је то један од најозлоглашенијих и највећих логора у Србији. Посебно је познат по бекству 105 затвореника у партизане 12. фебруара 1942. У одмазди после бекства, за 11 погинулих немачких војника стрељано је 1.100 родољуба. Зграде логора сачувале су аутентични изглед, обележене су спомен-обележјима и претворене у меморијални музеј „12. фебруар“ 1969. године. Логор се састоји од централне зграде затвора, три помоћне зграде, четири стражарске кућице, две куле осматрачнице и два торња. Централна логорска зграда има два спрата и поткровље на ком се налазило 20 самица.